# Монголска революция (1990)
Вижте пояснителната страница за други значения на Монголска революция.
Монголската революция от 1990 г. или Монголската демократическа революция е масово народно движение в Монголия за отхвърляне на комунистическия строй и сформиране на демократично управление. Започва с масови протести. На първата открита про-демократична публична демонстрация на 10 декември 1989 г. Цахиагийн Елбегдорж обявява създаването на Монголския демократичен съюз. Тя довежда до създаването на демократична Монголия и приемането на нова конституция. Революцията среща най-голяма подкрепа сред младото население на Монголия, което организира демонстрация на площад Сухе Батор в столицата Улан Батор. Революцията завършва с оставката на тогавашното управление. Сред водачите на революцията са Санжасуренгийн Зориг, Ерденийн Бат Ул, Бат-Ерденийн Батбаяр и Цахиагийн Елбегдорж.